# Sibel Kasapoğlu
Sibel Kasapoğlu (* 11. Mai 1998 in Istanbul) ist eine türkische ehemalige Kinderdarstellerin und Schauspielerin.

## Biografie
Sibel Kasapoğlu wurde am 11. Mai 1998 in Istanbul geboren. Sie studierte an der Universität Istanbul. Ihr Debüt gab sie 2001 in dem Fernsehfilm Süphenin Gölgesi. Anschließend trat sie 2005 in Zeynep auf. 2007 bekam sie in der Fernsehserie Benden Baba Olmaz eine Nebenrolle. 
Von 2007 bis 2009 spielte Kasapoğlu in der Serie Bez Bebek die Hauptrolle. 2008 war sie in dem Film Der Bote zu sehen. Unter anderem wurde sie 2016 für die Serie Gecenin Kraliçesi gecastet. Zwischen 2021 und 2022 bekam sie in Börü 2039 die Hauptrolle. Außerdem setzte Kasapoğlu 2022 ihre Karriere in Barbaros Hayreddiin: Sultanın Fermanı fort.

## Filmografie
Filme
- 2001: Süphenin Gölgesi
- 2008: Der Bote

Serien
- 2005: Zeynep
- 2007: Benden Baba Olmaz
- 2007–2009: Bez Bebek
- 2016: Gecenin Kraliçesi
- 2021–2022: Börü 2039
- 2022–2023: Barbaros Hayreddiin: Sultanın Fermanı